# Gesamtanlage Kirchberg/Jagst

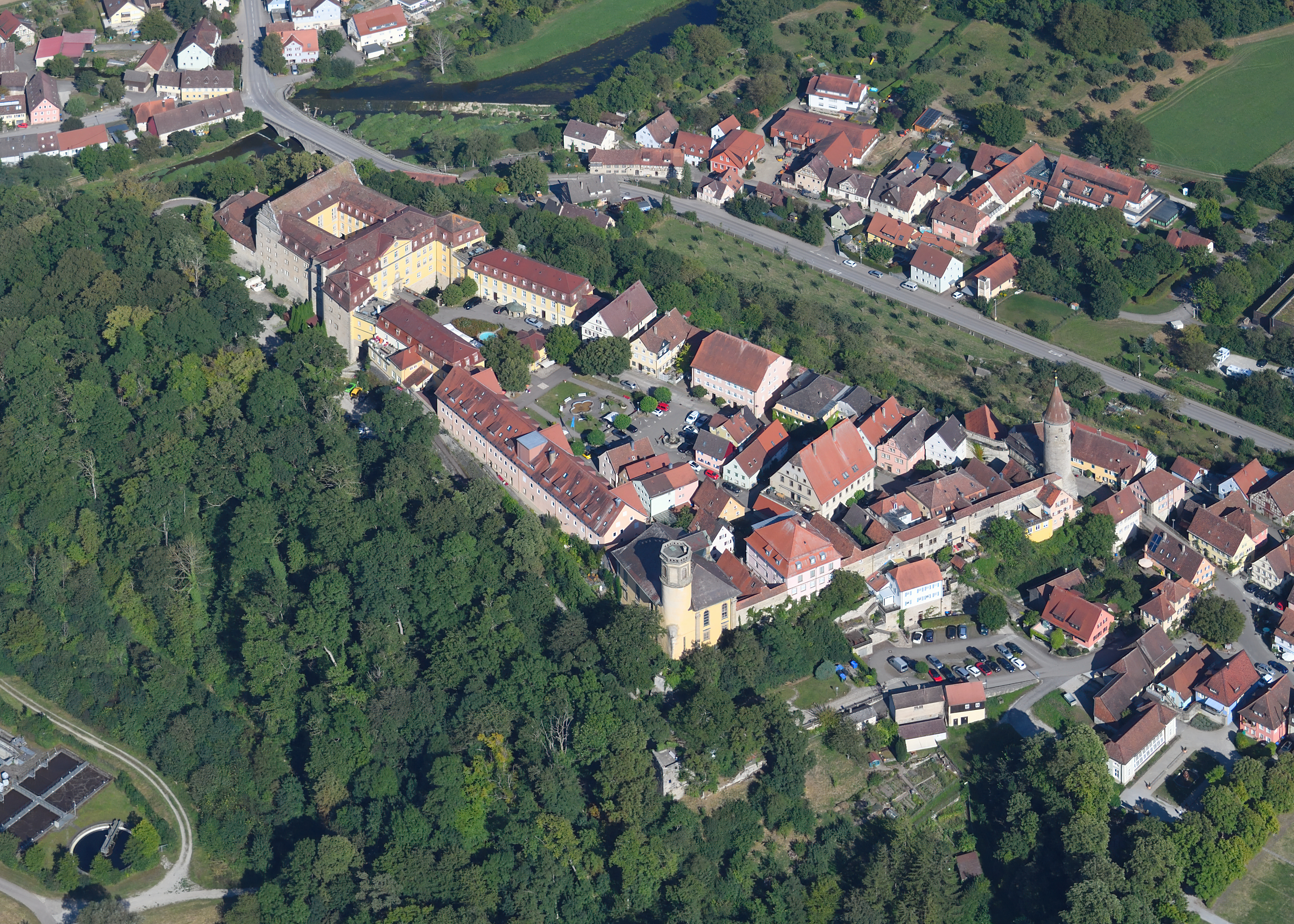
Luftbild von Kirchberg mit Stadtkirche (gelber Turm unten), Stadtturm und Schloss Kirchberg (links oben)

Die Gesamtanlage Kirchberg/Jagst  ist ein denkmalgeschütztes Ensemble in der ehemaligen hohenlohischen Residenzstadt Kirchberg an der Jagst im Landkreis Schwäbisch Hall in Baden-Württemberg. Geschützt ist seit 2003 der historische Kern der Kleinstadt und etliche Gebäude an der Talsteige und am Spornfuß diesseits und jenseits des Flusses.

## Allgemeines
Gesamtanlagen schützen gemäß § 19 Denkmalschutzgesetz Baden-Württemberg Straßen-, Platz- und Ortsbilder, an deren Erhaltung aus wissenschaftlichen, künstlerischen oder heimatgeschichtlichen Gründen ein besonderes öffentliches Interesse besteht. Geschützt ist das überlieferte Erscheinungsbild der Gesamtanlage mit seinen Bestandteilen und Merkmalen. Neben Bauwerken zählen dazu auch Straßen- und Platzräume oder Grün- und Freiflächen. Schützenswert können außerdem die topographische Lage, der Ortsgrundriss oder eine Stadtsilhouette sein. Der Gesamtanlagenschutz umfasst bei Gebäuden nur die von außen sichtbaren Teile; bei Kulturdenkmalen innerhalb der Gesamtanlage, die zusätzlich nach anderen Bestimmungen des Gesetzes geschützt sind, ist darüber hinaus auch das Innere Gegenstand des Denkmalschutzes.

## Beschreibung
Der Stadtgrundriss von Kirchberg überliefert die historische Dreiteilung in ummauerte Kernstadt, südlich vorgelagerte Vorstadt und Ansiedlungen im Tal. Die Befestigung mit Mauer, Graben und Türmen ist weitgehend erhalten, ebenso ein dichter historischer Baubestand des 17. bis frühen 20. Jahrhunderts. Die Einbettung in die umgebende Kulturlandschaft ist dank unbebauter Hanglagen, herrschaftlicher Gartenbereiche und bürgerlicher Nutzgärten besonders anschaulich. Bei der im Kern mittelalterlichen Stadt, die im Barock zur Residenz ausgebaut wurde, handelt es sich um eine Gesamtanlage gemäß § 19 Denkmalschutzgesetz, an deren Erhaltung ein besonderes öffentliches Interesse besteht. 
Teile der Gesamtanlage Kirchberg:

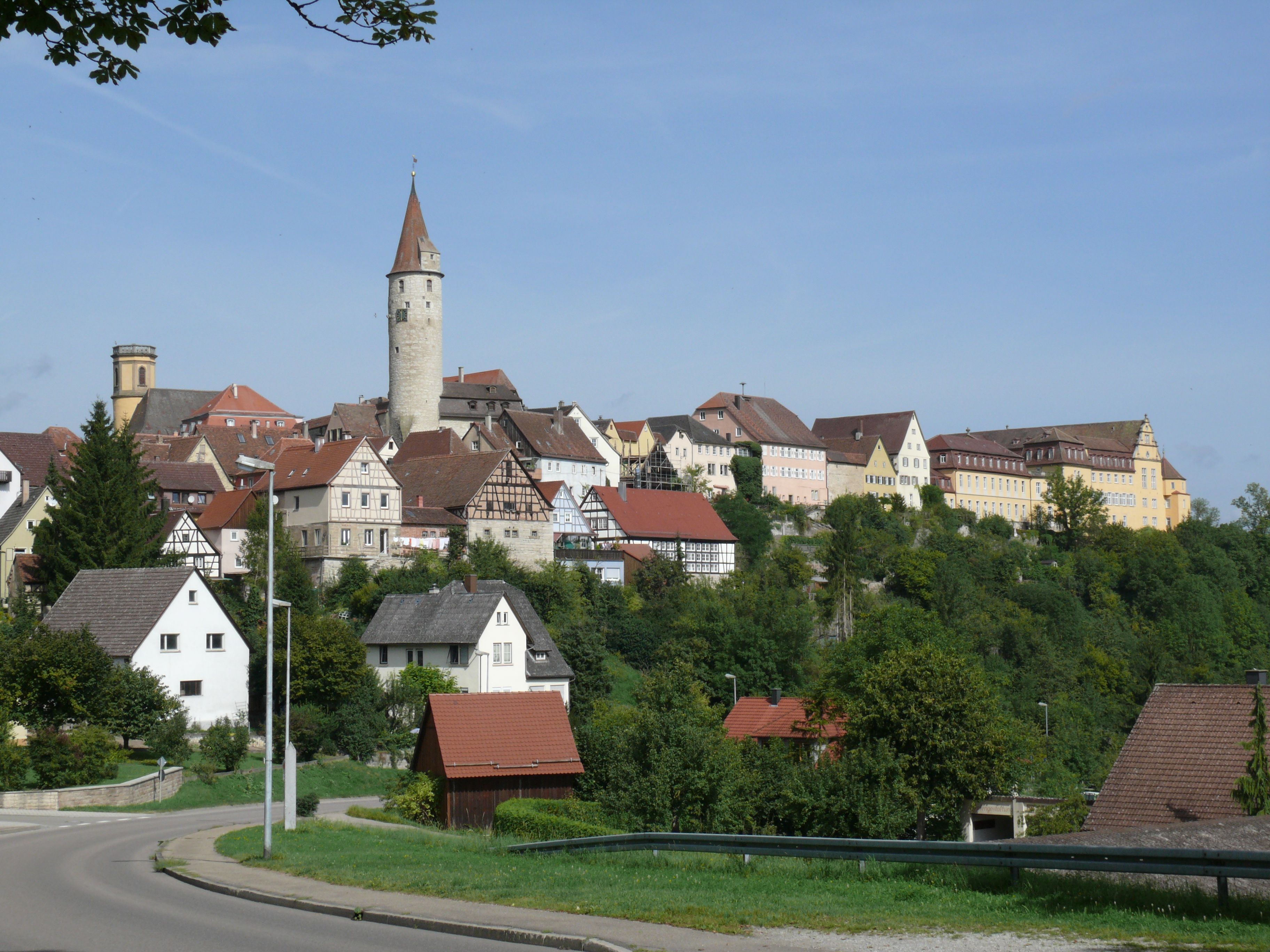
Altstadt von Kirchberg (2011), gesehen aus Südsüdosten
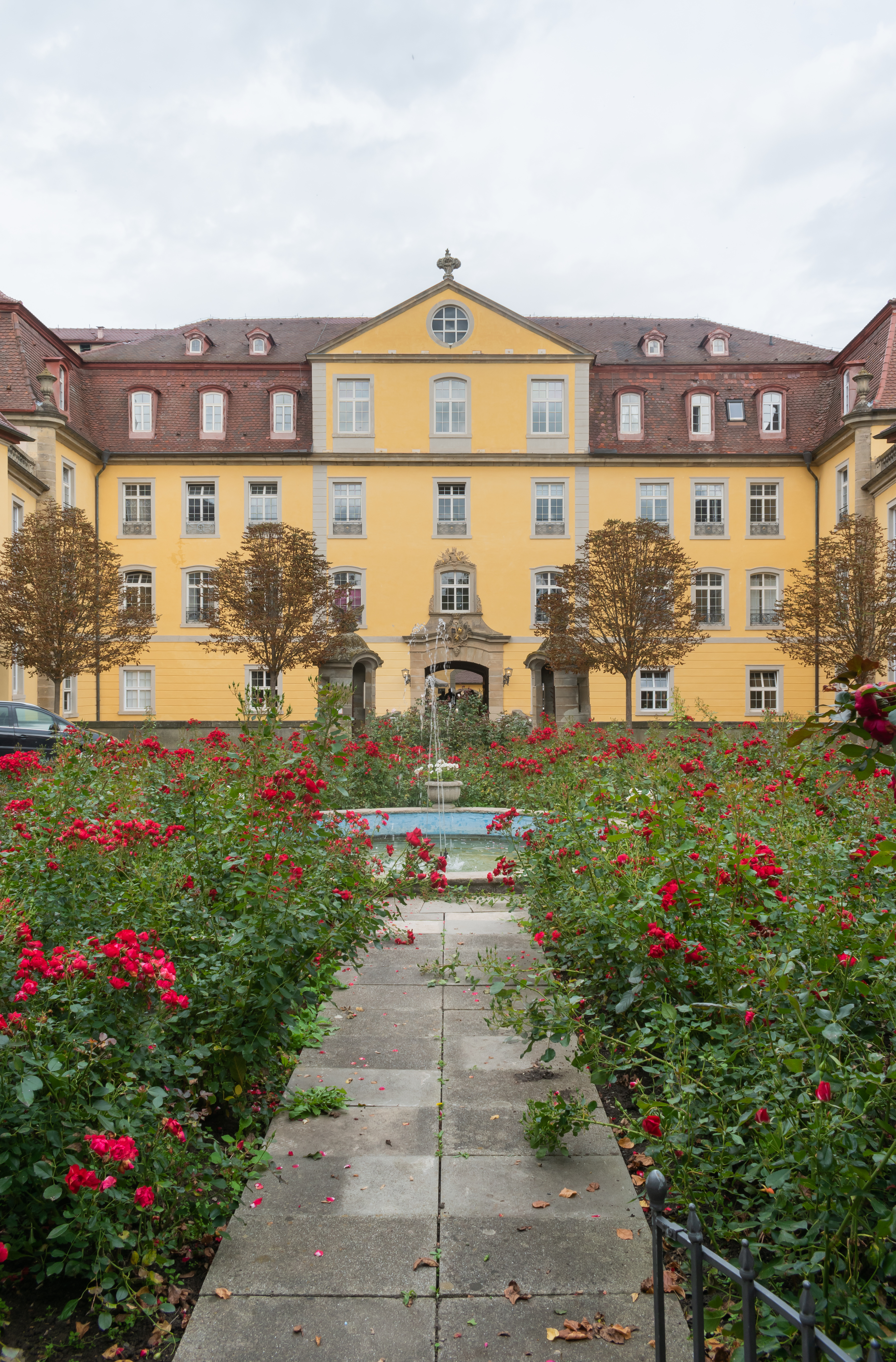
Schloss Kirchberg
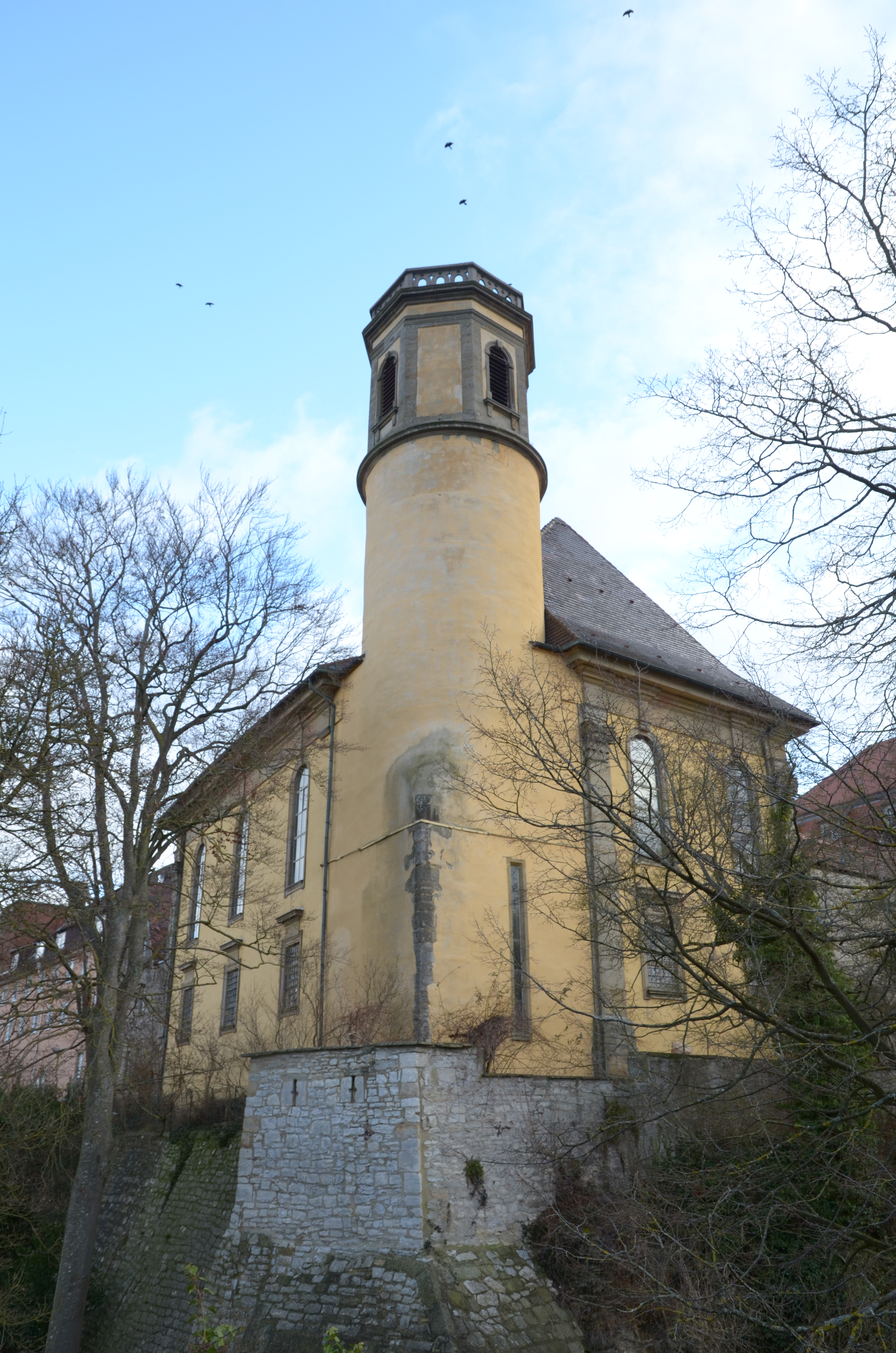
Stadtkirche
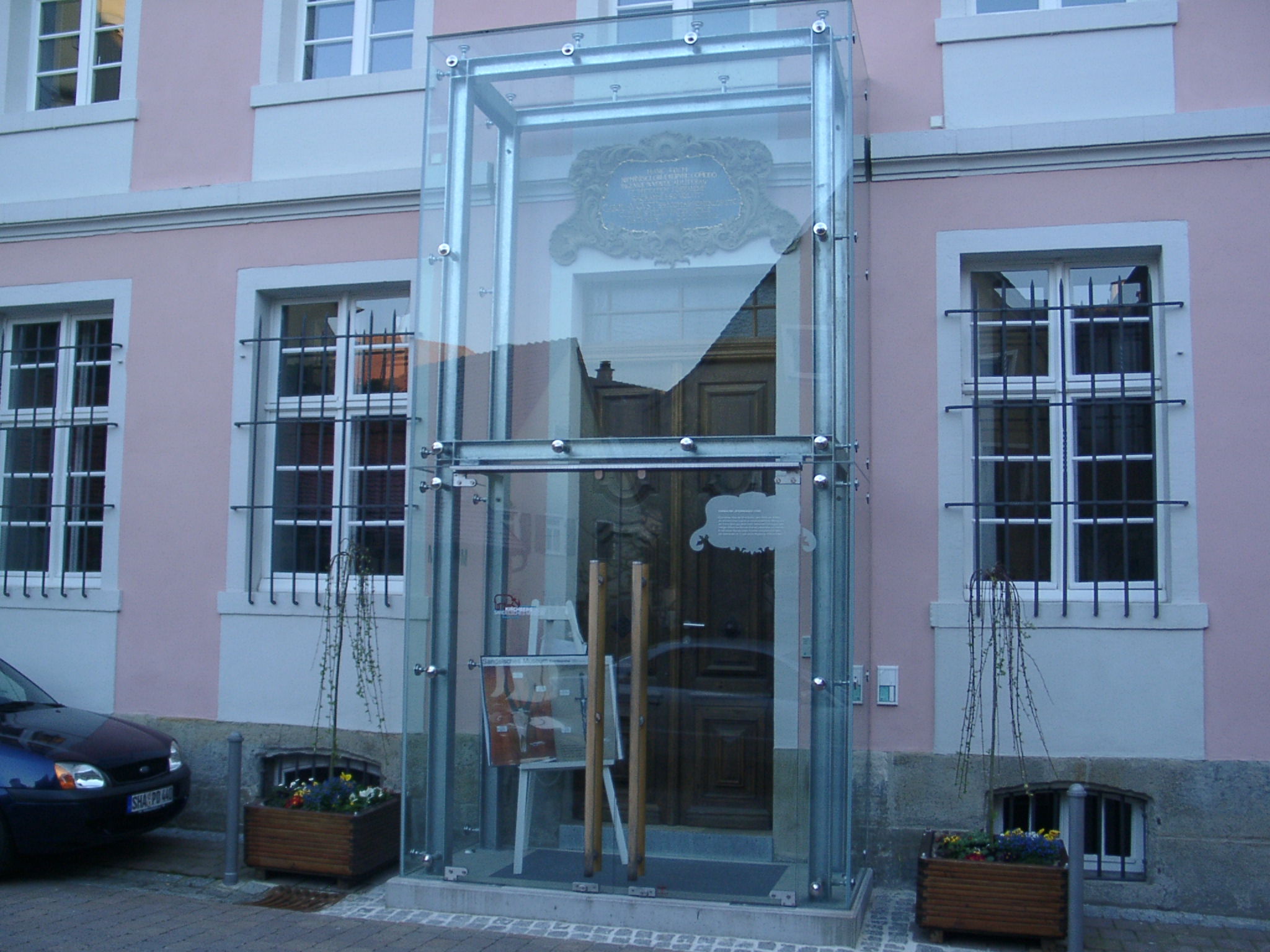
Sandelsches Museum